# Преквршје
Преквршје је насеље у саставу града Града Загреба. Налази се у четврти Сесвете. До територијалне реорганизације у Хрватској налазило се у саставу старе загребачке приградске општине Сесвете.

## Становништво
На попису становништва 2011. године, Преквршје је имало 809 становника.

## Попис1991.
На попису становништва 1991. године, насељено место Преквршје је имало 517 становника, следећег националног састава:
| Попис 1991.‍  | Попис 1991.‍  | Попис 1991.‍ | Попис 1991.‍ | Попис 1991.‍ |
| ------------ | ------------ | ----------- | ----------- | ----------- |
|              |              |             |             |             |
| Хрвати       | Хрвати       |             | 494         | 95,55%      |
| Срби         | Срби         |             | 7           | 1,35%       |
| Југословени  | Југословени  |             | 2           | 0,38%       |
| Македонци    | Македонци    |             | 1           | 0,19%       |
| Муслимани    | Муслимани    |             | 1           | 0,19%       |
| Словенци     | Словенци     |             | 1           | 0,19%       |
| Чеси         | Чеси         |             | 1           | 0,19%       |
| неопредељени | неопредељени |             | 1           | 0,19%       |
| непознато    | непознато    |             | 9           | 1,74%       |
| укупно: 517  |              |             |             |             |